# Craspedorhachis digitata
Craspedorhachis digitata là một loài thực vật có hoa trong họ Hòa thảo. Loài này được Kupicha & Cope mô tả khoa học đầu tiên năm 1985.